# Фирдоуси (село)
Фирдоуси (каз. Фирдоуси) — село в Мактааральском районе Туркестанской области Казахстана. Входит в состав Жанажолского сельского округа. Код КАТО — 514455800.

## Население
В 1999 году население села составляло 1499 человек (739 мужчин и 760 женщин). По данным переписи 2009 года, в селе проживало 2059 человек (1003 мужчины и 1056 женщин).